# ألباتوفو (سيسينيجا)
ألباتوفو (بالروسية: Алпатово) هي مدينة في جمهورية الشيشان في روسيا. ويبلغ عدد سكانها حوالي 5592 نسمة.